# Gorges de la Jonte
Soutěska Gorges de la Jonte je soutěska nalézající se v jižní části Centrálního masivu vytvořená řekou Jonte.

## Zeměpis
Soutěska Gorges de la Jonte se nachází na jihu Centrálního masivu ve Francii a byla vytvořena řekou Jonte, která pramení na úbočí hory Mont Aigoual v nadmořské výšce 1440 metrů a vlévá se do řeky Tarn u vesnice Le Rozier. Soutěsku tvoří skutečný kaňon podobný kaňonu nedaleké řeky Tarn, ale o něco mělčí (300 až 450 metrů). Na severu ji ohraničuje náhorní plošina Causse Méjean a na jihu náhorní plošina Causse Noir.
Soutěska je celá vyhloubená ve vrstvách střednějurských tzv. doggerských vápenců, s výjimkou horní části svahů, které pocházejí ze svrchní jury.

## Turismus
Soutěska Gorges de la Jonte se nachází na hranicích národního parku Cévennes a regionálního přírodního parku Grands Causses je divoká a málo obydlená člověkem. Četné pěší túry vycházející z Le Rozier nebo Causse Méjean umožňují výhled na ni a návštěvu četných kuriozit, které soutěsky lemují, jako jsou Balcon du Vertige, La Vase de Sevres nebo La Vase Chinese.
Četné skály jsou vybaveny pro horolezectví, s propojením na sousední Gorges du Tarn a Gorges de la Dourbie.

## Fauna
Soutěska Gorges de la Jonte se stala kolébkou prvního úspěšného programu reintrodukce supa bělohlavého probíhajícího od roku 1970. Od té doby byli dále úspěšně reintrodukováni supi hnědí (největší evropský pták žijící na stromech) a následně se spontánně znovu objevili supi mrchožraví (subsaharští migranti). V roce 2005 se početnost populace supů bělohlavých na lokalitě odhadovala na 130-140 párů a u supů hnědých na přibližně 20 párů.

## Galerie

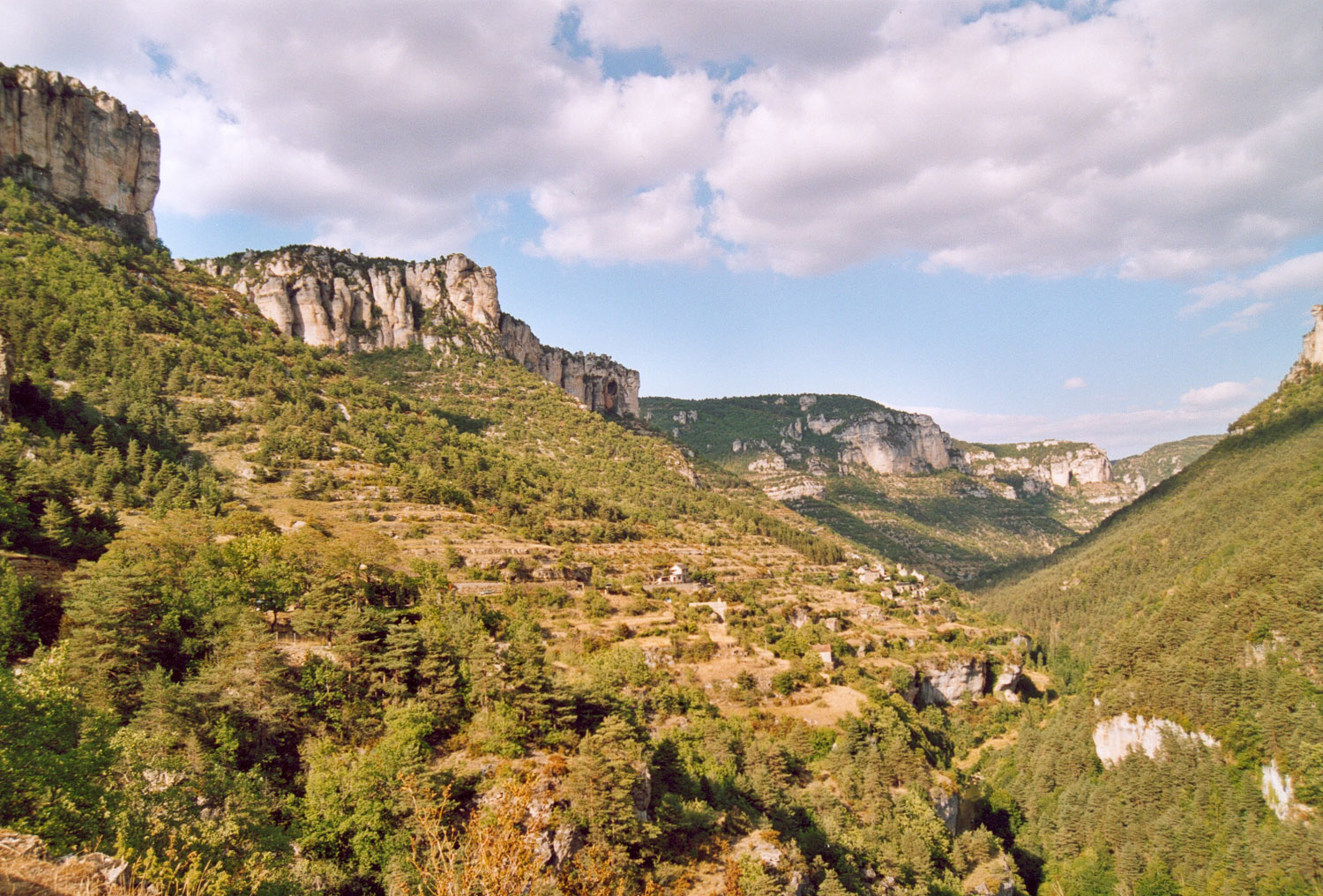
pohled na Gorges de la Jonte
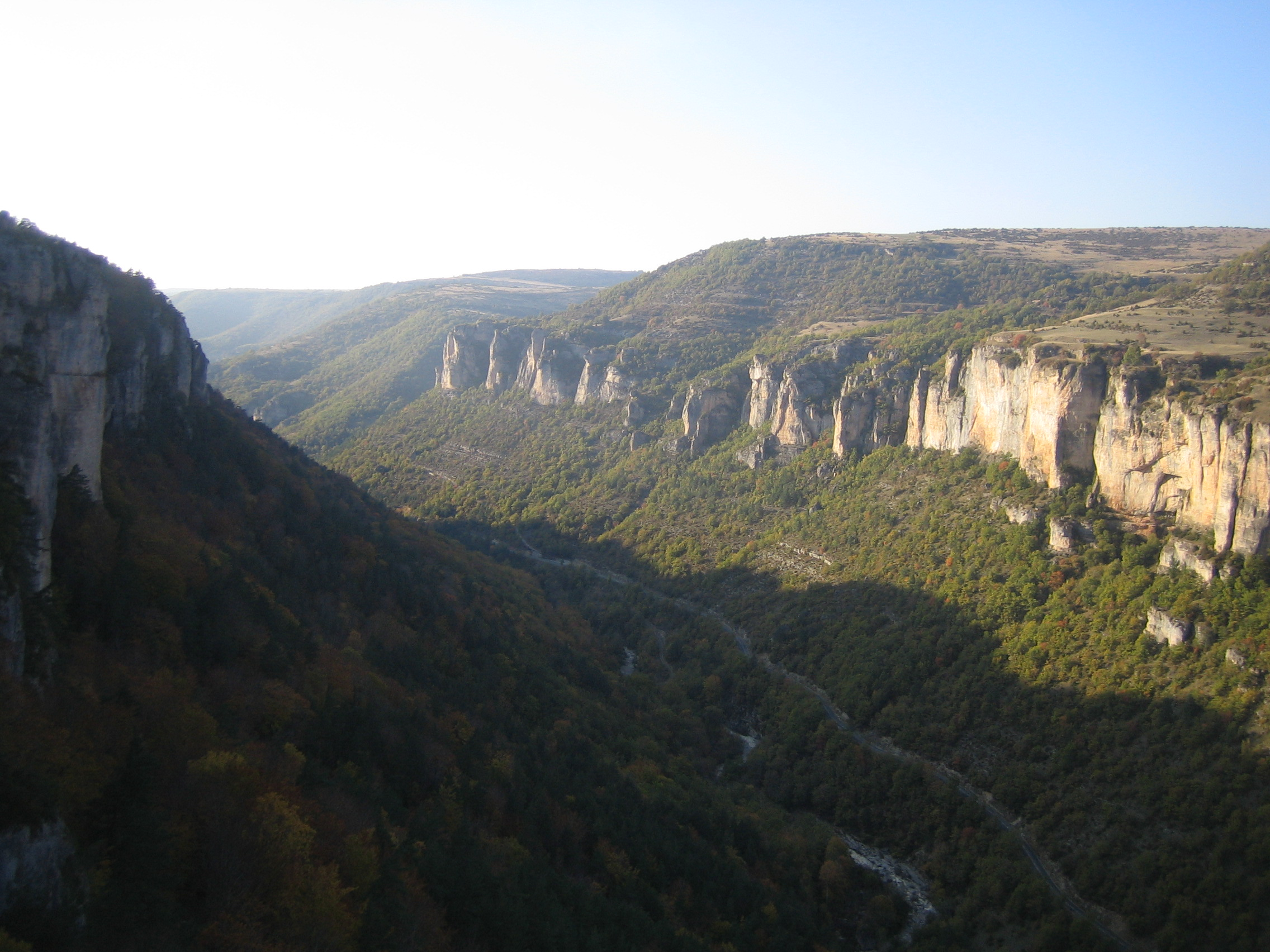
pohled na Gorges de la Jonte od jeskyně de Dargilan
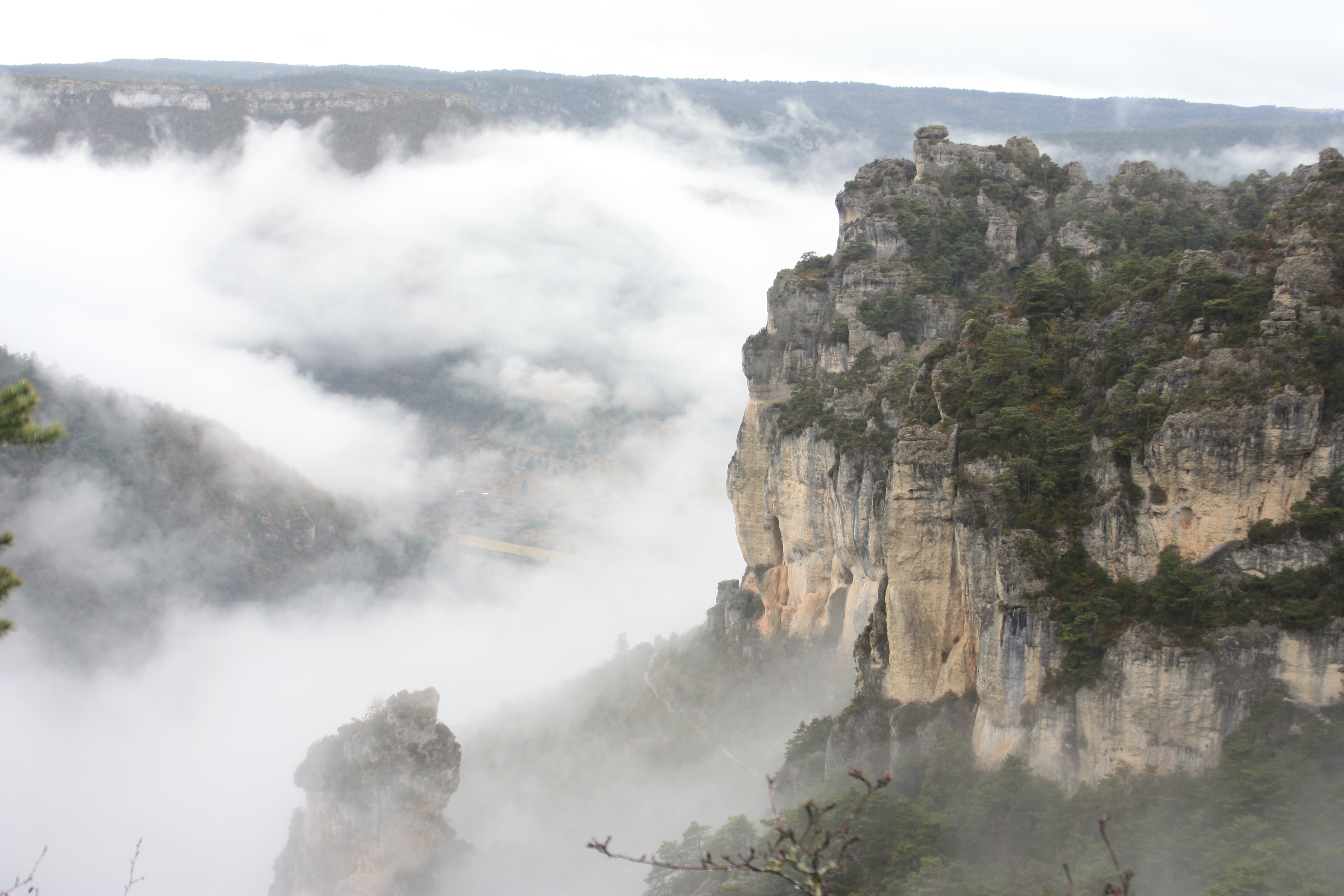
ranní mlhy v Gorges de la Jonte
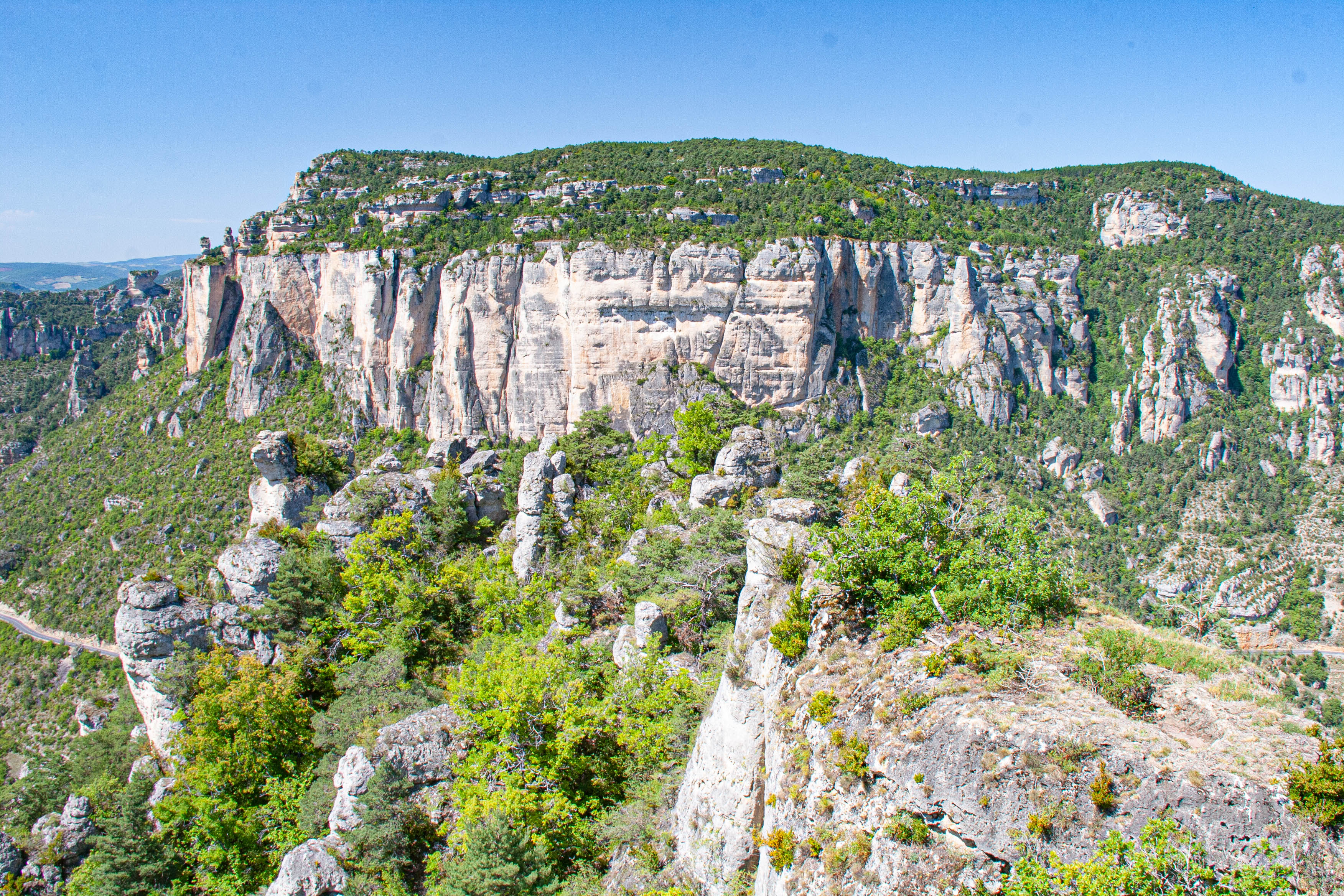
pohled na Gorges de la Jonte z Ermitage Saint-Michel ou Montorsier
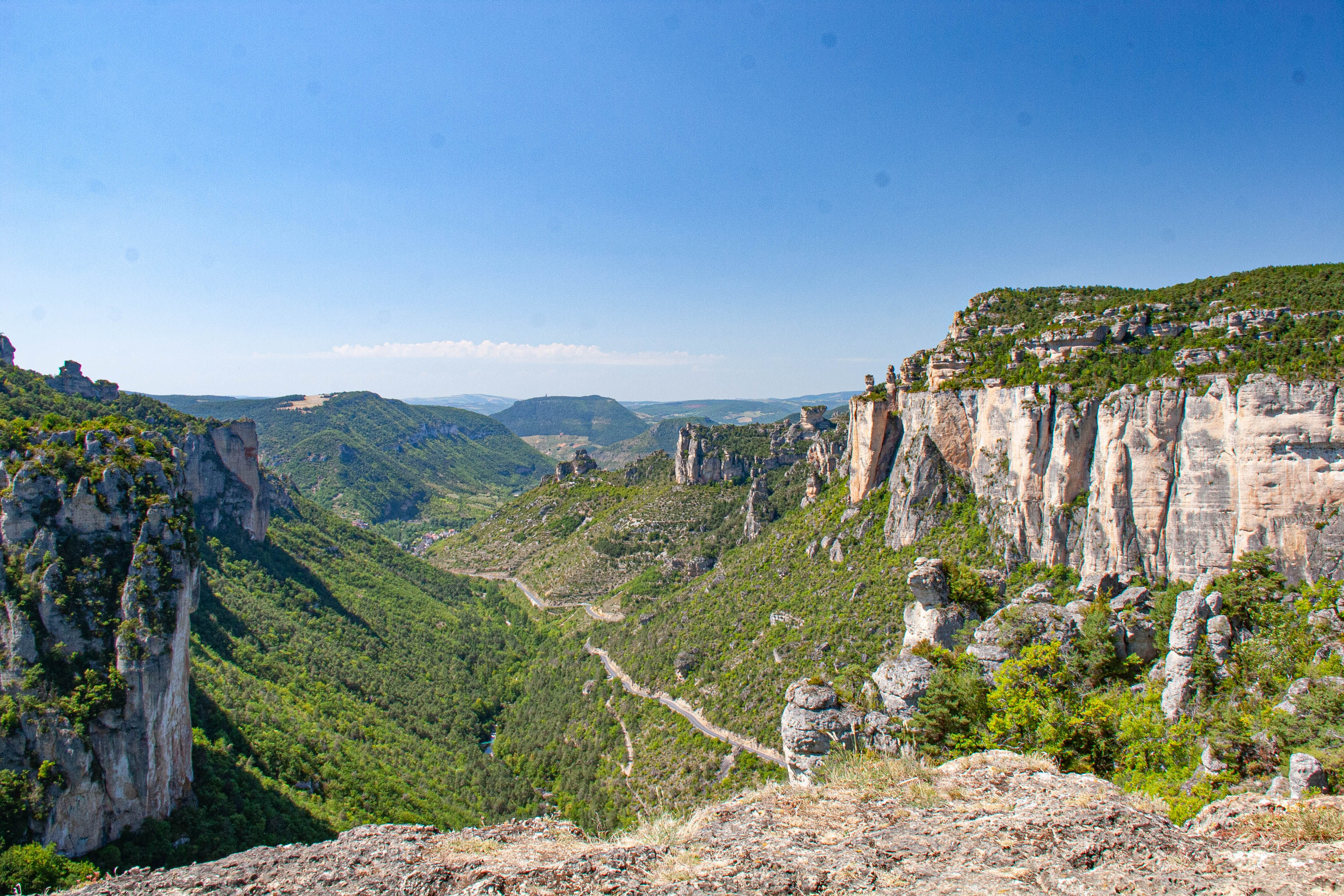
pohled Gorges de la Jonte z Ermitage Saint-Michel ou Montorsier
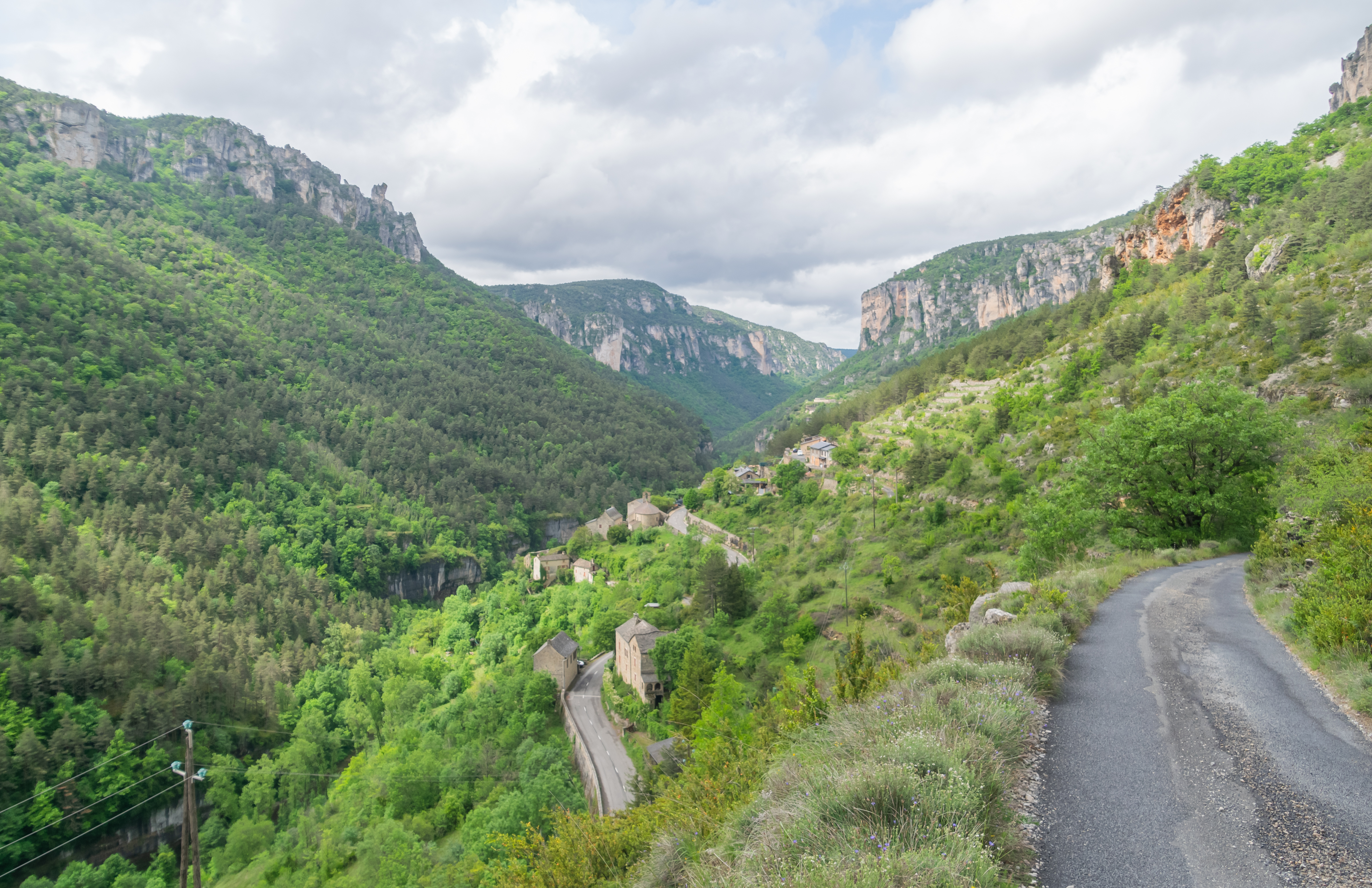
pohled Gorges de la Jonte ze silničky vedoucí do Saint-Pierre-des-Tripiers